# East Rutherford
East Rutherford – miasto w Stanach Zjednoczonych, w stanie New Jersey, w hrabstwie Bergen.
- Powierzchnia: 10,7 km²
- Ludność: 8 716 (2000)